# 林世合
林世合（1935年—2005年），馬來西亞男子羽球運動員。
1959年，林世合與鄭求山一起贏得全英羽毛球錦標賽男子雙打冠軍，該賽事當時被認為是非官方的世界羽球錦標賽。
林世合除了在1961年和1964年代表馬來西亞參加湯姆斯盃之外，還參加了1958年湯姆斯盃的決賽。他在1964年退休之前還贏得了格拉斯哥世界邀請賽、全加拿大錦標賽，全美錦標賽和馬來西亞公開賽。